# Liste de séismes en Turquie
Pour un article plus général, voir Listes de séismes.

Carte des séismes en Turquie entre 1900 et 2023

Les principaux séismes en Turquie sont listés chronologiquement.

## Contexte tectonique

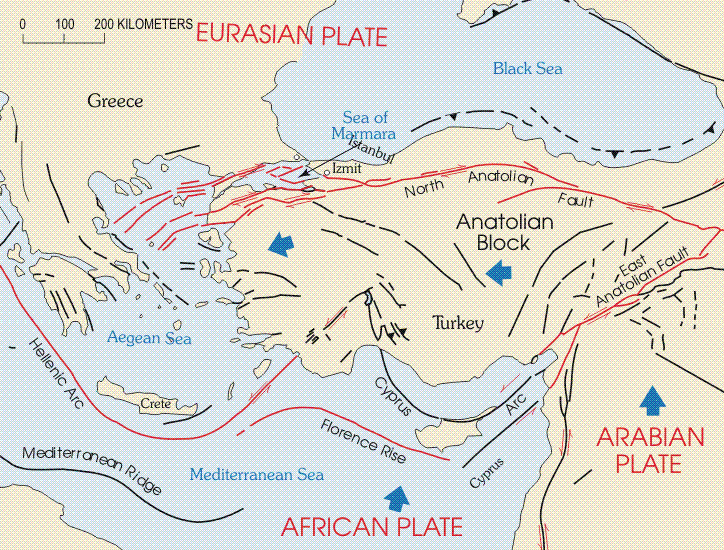
Carte des plaques tectoniques

La Turquie est située dans une zone complexe de collision entre les plaques africaines, européenne et arabique. La majorité du pays se trouve sur la plaque anatolienne.

## Liste de séismes majeurs

### Avant leXXesiècle
- Séisme du 13 décembre 115 à Antioche, magnitude estimée à 7,5 sur l'échelle de Richter
- Séisme de mai 526 à Antioche, magnitude de plus de 7
- Séisme de 1509 à Constantinople, magnitude estimée à 7,2
- Séisme de 1668 en Anatolie du Nord, magnitude estimée à 8,0

### XXesiècle
- Séisme de 1939 à Erzincan, magnitude de 8,2
- Séisme de 1966 à Varto, magnitude de 6,8
- Séisme de 1983 à Erzurum, magnitude de 6,9
- Séisme de 1999 à Izmit, magnitude de 7,2 à 7,6 selon les instituts

### XXIesiècle
- Séisme de 2010 à Elâzığ, magnitude de 5,9
- Séisme de 2011 à Kütahya
- Séisme de 2011 dans la province de Van
- Séisme de 2020 en mer Égée
- Séisme de 2020 à Elâzığ, magnitude 6,7
- Séisme de Düzce en 2022, magnitude 6,0
- Séismes de 2023 en Turquie et Syrie, magnitude 7,8
- Séisme de 2025 à Istanbul, magnitude 6,2

## Tableau des séismes
| Date              | Heure‡                                    | Lieu                             | Lat             | Long            | Morts                                | Magnitude     | Commentaires | Sources |
| ----------------- | ----------------------------------------- | -------------------------------- | --------------- | --------------- | ------------------------------------ | ------------- | --- | ------- |
| 17 CE             | n/a                                       | Philadelphia (Alaşehir)          | 38.21           | 28.31           | n/a                                  | n/a           | AD 17 Lydia earthquake (en) | [ 1 ]   |
| 13 décembre 115   |                                           | Antioche                         | 36.1            | 36.1            | ~260 000                             | 7.5 Ms        | Séisme du 13 décembre 115 à Antioche | [ 2 ]   |
| 141 (or 142)      |                                           | Lycie, Carie, Dodecanèse         | 36.7            | 28.0            | n/a                                  | VIII          | Provoque un tsunami important qui cause des inondations sévères à Rhodes; 141 Lycia earthquake (en) | [ 3 ]   |
| 262               |                                           | côtes sud et ouest de l'Anatolie | 36.5            | 27.8            | n/a                                  | IX            | Détruit plusieurs immeubles à Éphèse et provoque un tsunami qui atteint des villes côtières; 262 Southwest Anatolia earthquake (en)                                                                                       | [ 4 ]   |
| 19 mai 526        |                                           | Antioche                         |                 |                 | 250 000                              | VIII          | La ville d'Antioche a été fortement endommagée, et plusieurs années après la population n'était que de 300 000 habitants. Séisme de mai 526 à Antioche                                                                    | [ 5 ]   |
| 15 août 554       |                                           | Anatolie                         |                 |                 |                                      |               | Le séisme endommage sévèrement la ville de Tralles (Aydın) et l'île de Kos; 554 Anatolia earthquake (en) | [ 6 ]   |
| 14 décembre 557   | juste avant minuit                        | Constantinople                   | 40.9            | 28.7            | n/a                                  | X (Intense)   | Constantinople a été presque entièrement détruite. 557 Constantinople earthquake (en) | [ 7 ]   |
| 1268              |                                           | Cilicie, Anatolie                | 37.5            | 35.5            | 60 000                               | ~7            | 1268 Cilicia earthquake (en) | –       |
| 10 septembre 1509 |                                           | Constantinople                   | 40.9            | 28.7            | 10 000                               | 7.2 Mw        | Séisme de 1509 à Constantinople | –       |
| 23 février 1653   |                                           | Smyrne                           | 38.2            | 28.2            | 2 500                                | 7.5           | 1653 East Smyrna earthquake (en) | [ 8 ]   |
| 17 août 1668      |                                           | Lac de Ladik, Anatolie du Nord   | 40              | 36              | 8 000                                | 8             | Destruction sévère le long d'un segment de 600 km de long de la faille nord-anatolienne, de Bolu à l'ouest à Erzincan à l'est. C'est le séisme le plus puissant enregistré en Turquie. Séisme de 1668 en Anatolie du Nord | USGS    |
| 10 juillet 1688   | 11:45                                     | Smyrne                           | 38.4            | 26.9            | 16 000                               | 7.0 Ms        | 1688 Smyrna earthquake (en) | [ 9 ]   |
| 22 mai 1766       | 05:10                                     | Istanbul                         | 40.8            | 29.0            | 4 000                                | 7.1 Ms        | 1766 Istanbul earthquake (en) | [ 10 ]  |
| 28 février 1855   | 01:00                                     | Bursa                            | 40.2            | 29.1            | 1 900                                | 6.7           | 1855 Bursa earthquake (en) | [ 11 ]  |
| 2 juin 1859       | 10:30                                     | Erzurum                          | 39.9            | 41.3            | 15 000                               | 6.1 Ms        | 1859 Erzurum earthquake (en) | [ 12 ]  |
| 3 April 1881      | 11:30                                     | Chios, Çeşme, Alaçatı            | 38.25           | 26.25           | 7 866                                | 7.3 Mw        | Séisme de 1881 en mer Égée | [ 13 ]  |
| 10 octobre 1883   | 13:30                                     | Çeşme, Izmir, Ayvalik            | 38.3            | 26.2            | +120                                 | 7.3 Ms        | 1883 Çeşme earthquake (en) | [ 14 ]  |
| 10 juillet 1894   | 12:24                                     | Golfe d'Izmit                    | 40.73           | 29.25           | 1 300                                | 7.0           | 1894 Istanbul earthquake (en) | [ 15 ]  |
| 29 avril 1903     | 01:46 local time                          | Malazgirt                        | 39.14           | 42.65           | 600                                  | 6.7 Ms        | 1903 Manzikert earthquake (en) | ,       |
| 9 août 1912       | 03:29 local time                          | Mürefte                          | 40.75           | 27.2            | 216                                  | 7.3 Ms        | 1912 Mürefte earthquake (en) | ,       |
| 4 octobre 1914    | 00:07 local time                          | Burdur                           | 37.82           | 30.27           | 2 344                                | 6.9 Ms        | 1914 Burdur earthquake (en) | ,       |
| 13 septembre 1924 | 16:34 local time                          | Horasan                          | 40.0            | 42.1            | 60                                   | 6.8           | 1924 Pasinler earthquake (en) | ,       |
| 22 octobre 1926   | 21:59 local time                          | Kars                             | 40.7            | 43.7            | 360                                  | 6.0 Ms        | 1926 Kars earthquake (en) | [ 18 ]  |
| 31 mars 1928      | 02:29 local time                          | Smyrne                           | 38.5            | 28.0            | 50                                   | 6.5 Ms        | Possible M=6.2 foreshock previous day | ,       |
| 18 mai 1929       | 08:37 local time                          | Suşehri                          | 40.2            | 37.9            | 64                                   | 6.1           | Ms | ,       |
| 7 mai 1930        | 00:34 local time                          | Hakkâri                          | 38.1            | 44.7            | 2 514                                | 7.2–7.5 Ms    | 1930 Salmas earthquake (en) | [ 19 ]  |
| 4 janvier 1935    | 16:41 local time                          | Erdek                            | 40.4            | 27.5            | 5                                    | 6.4 Ms        | | ,       |
| 19 April 1938     | 12:59 local time                          | Kırşehir                         | 39.1            | 34.0            | 160                                  | 6.6 Ms        | 1938 Kırşehir earthquake (en) | ,       |
| 22 septembre 1939 | 02:36 local time                          | Dikili                           | 39.1            | 26.8            | 60                                   | 6.6 Ms        | | ,       |
| 26 décembre 1939  | 23:57                                     | Erzincan                         | 39.77           | 39.53           | 32 700                               | 7.8 Mw        | Séisme de 1939 à Erzincan | USGS    |
| 15 novembre 1942  | 19:01 local time                          | Bigadiç                          | 39.2            | 28.2            | 16                                   | 6.1 Ms        | | ,       |
| 20 décembre 1942  | 14:03                                     | Erbaa                            | 40.87           | 36.47           | 3 000                                | 7.0 Ms        | 1942 Niksar–Erbaa earthquake (en) | [ 20 ]  |
| 20 juin 1943      | 17:32 local time                          | Hendek                           | 40.6            | 30.5            | 336                                  | 6.6 Ms        | | ,       |
| 26 novembre 1943  | 22:20                                     | Ladik                            | 40.87           | 33.65           | 2 824–5 900                          | 7.5 Mw        | 1943 Tosya–Ladik earthquake (en) |         |
| 1er février 1944  | 03:25                                     | Gerede                           | 40.8            | 32.2            | 3 959                                | 7.5           | 1944 Bolu–Gerede earthquake (en) | [ 20 ]  |
| 6 octobre 1944    | 04:34 local time                          | Ayvalık                          | 39.37           | 26.53           | 30                                   | 6.8 Ms        | | ,       |
| 17 août 1949      |                                           | Karlıova                         | 39.54           | 40.57           | 450                                  | 6.8           | 1949 Karlıova earthquake (en) | [ 20 ]  |
| 13 août 1951      | 18:36                                     | Kurşunlu                         | 40.88           | 32.87           | 50                                   | 6.9           | 1951 Kurşunlu earthquake (en) | [ 20 ]  |
| 18 mars 1953      | 21:06 local time                          | Yenice                           | 40.02           | 27.53           | 265                                  | 7.2 Ms        | 1953 Yenice–Gönen earthquake (en) | ,       |
| 16 juillet 1955   | 09:07 local time                          | Söke                             | 37.55           | 27.05           | 23                                   | 6.8 Ms        | | ,       |
| 25 avril 1957     | 04:25 local time                          | Fethiye                          | 36.5            | 28.6            | 67                                   | 7.1 Ms        | 1957 Fethiye earthquakes (en) | ,       |
| 26 mai 1957       | 6:36                                      | Abant                            | 40.67           | 31.00           | 52                                   | 7.1           | Faille nord-anatolienne | [ 20 ]  |
| 6 octobre 1964    | 16:31 local time                          | Manyas                           | 40.1            | 27.93           | 23                                   | 7.0 Ms        | | ,       |
| 19 août 1966      | 12:23                                     | Varto                            | 39.17           | 41.56           | 2 394                                | 6.8 Mw        | Séisme de 1966 à Varto | [ 20 ]  |
| 22 juillet 1967   | 16:56                                     | Mudurnu                          | 40.67           | 30.69           | 89                                   | 7.2           | Faille nord-anatolienne | [ 20 ]  |
| 3 septembre 1968  | 10:19 local time                          | Bartın                           | 41.79           | 32.31           | 29                                   | 6.5 Ms        | | ,       |
| 28 mars 1969      | 03:48 local time                          | Alaşehir                         | 38.5            | 28.4            | 53                                   | 6.5 Ms        | | ,       |
| 28 mars 1970      | 23:02 local time                          | Gediz                            | 39.2            | 29.5            | 1 086                                | 7.2 Ms        | 1970 Gediz earthquake (en) | ,       |
| 22 mai 1971       | 16:44                                     | Bingöl                           | 38.83           | 40.52           | 755                                  | 6.9 Mw        | 1971 Bingöl earthquake (en) | [ 21 ]  |
| 6 septembre 1975  | 12:20 local time                          | Lice                             | 38.5            | 40.7            | 2 311                                | 6.6 Ms        | 1975 Lice earthquake (en) | ,       |
| 24 novembre 1976  | 14:22 local time                          | Muradiye                         | 39.12           | 44.03           | 4 000                                | 7.5 Ms        | 1976 Çaldıran–Muradiye earthquake (en) | ,       |
| 30 octobre 1983   | 07:12 local time                          | Erzurum                          | 40.33           | 42.19           | 1 342                                | 6.9 Ms        | Séisme de 1983 à Erzurum | ,       |
| 13 mars 1992      | 17.18                                     | Erzincan                         | 39.70           | 39.69           | 498                                  | 6.7 Mw        | 1992 Erzincan earthquake (en) | [ 22 ]  |
| 1er octobre 1995  | 17:57 local time                          | Dinar                            | 38.06           | 30.13           | 90                                   | 6.1 Ms        | 1995 Dinar earthquake (en) | ,       |
| 27 juin 1998      | 16:55 local time                          | Ceyhan                           | 36.88           | 35.31           | 146                                  | 6.3 Mw        | 1998 Adana–Ceyhan earthquake (en) | ,       |
| 17 août 1999      | 03:02 local time                          | Izmit                            | 40.77           | 30              | 17 127                               | 7.6 Mw        | (Liste mensuelle PDE); Séisme de 1999 à Izmit | [ 24 ]  |
| 12 novembre 1999  | 18:57 local time                          | Düzce                            | 40.75           | 31.16           | 894                                  | 7.2 Mw        | (Liste mensuelle PDE); 1999 Düzce earthquake (en) | USGS    |
| 3 février 2002    | 07:11                                     | Afyon                            | 38.573          | 31.271          | 44                                   | 6.5 Mw        | (HRV); 2002 Afyon earthquake (en) | [ 25 ]  |
| 27 janvier 2003   | 05:26                                     | Pülümür                          | 39.46           | 39.79           | 1                                    | 6.1 Mw        | (HRV, USGS) | USGS    |
| 1er mai 2003      | 00:27                                     | Bingöl                           | 39.01           | 40.46           | 177                                  | 6.4 Mw        | (HRV, USGS); 2003 Bingöl earthquake (en) | [ 26 ]  |
| 2 juillet 2004    | 01:30                                     | Ağrı                             | 39.71           | 44.02           | 18                                   | 5.1 Mw        | (HRV); 2004 Doğubayazıt earthquake (en) | [ 27 ]  |
| 8 mars 2010       | 02:32                                     | Elâzığ                           | 38.79           | 40.03           | 41                                   | 6.1 Mw        | (HRV); Séisme de 2010 d'Elâzığ | [ 28 ]  |
| 19 mai 2011       | 23:15                                     | Kütahya                          | 39.14           | 29.07           | 2                                    | 5.8 Mw        | (HRV); Séisme de 2011 à Kütahya | [ 29 ]  |
| 23 octobre 2011   | 13:41                                     | Van                              | 38.63           | 43.49           | 604                                  | 7.2 Mw        | (HRV); Séisme de 2011 dans la province de Van | [ 30 ]  |
| 9 novembre 2011   | 19:23                                     | Van                              | 38.42           | 43.22           | 40                                   | 5.6 Mw        | (HRV): Séisme de 2011 dans la province de Van | [ 31 ]  |
| 24 mai 2014       | 12:25 (heure locale)                      | Imbros                           | 40.31           | 25.45           | 0                                    | 6.9 Mw        | (HRV); 2014 Aegean Sea earthquake (en) | [ 32 ]  |
| 12 juin 2017      | 15:28 (heure locale)                      | Lesbos                           | 38.93           | 26.37           | 1 (dans les îles Grecques de Lesbos) | 6.3 Mw        | (HRV); 2017 Lesbos earthquake (en) | [ 33 ]  |
| 21 juillet 2017   | 01:31 (heure locale)                      | Bodrum                           | 36.92           | 27.41           | 2 (dans les îles Grecques de Kos)    | 6.6 Mw        | (HRV); Séisme de 2017 en mer Égée | [ 34 ]  |
| 26 septembre 2019 | 13:59 (heure locale)                      | Marmara Region                   | 40.89           | 28.17           | 1                                    | 5.7 Mw        | (HRV); 2019 Istanbul earthquake (en) | [ 35 ]  |
| 24 janvier 2020   | 20:55 (heure locale)                      | Elazığ, Malatya                  | 38.390          | 39.081          | 41                                   | 6.7 Mw        | (HRV); Séisme d'Elâzığ de 2020 | [ 36 ]  |
| 23 février 2020   | 08:53 (heure locale) 19:00 (heure locale) | frontière Iran-Turquie           | 38.3943 38.3943 | 44.3405 44.3405 | 10                                   | 5.8 Mw 6.0 Mw | (HRV); 2020 Iran–Turkey earthquakes (en) | ,       |
| 14 juin 2020      | 16:24 local time                          | Bingöl                           | 39.42           | 40.67           | 1                                    | 5.9 Mw        | 2020 Bingöl earthquake (en) | [ 39 ]  |
| 30 octobre 2020   | 14:51 (heure locale)                      | Izmir                            | 37.918          | 26.790          | 116                                  | 7.0 Mw        | Séisme de 2020 en mer Égée | [ 40 ]  |
| 27 décembre 2020  | 09:37 (heure locale)                      | Elâzığ                           | 38.5088         | 39.2165         | n/a                                  | 5.5 Mw        | | [ 41 ]  |
| 6 février 2023    | 04:17 (heure locale)                      | Nurdağı                          | 37.174          | 37.032          | 53 537                               | 7.8 Mw        | Séismes de 2023 en Turquie et Syrie | [ 42 ]  |
| 20 février 2023   | 20:04 (heure locale)                      | Hatay                            | 35.9535         | 36.1710         | 6                                    | 6.4 Mw        | Réplique des séismes de 2023 en Turquie et Syrie |         |
| 23 Avril 2025     | 11:49 (heure locale)                      | Marmara (Istanbul)               | 40.86           | 28.2444         | 0                                    | 6.2 Mw        | Séisme de 2025 à Istanbul | [ 43 ]  |
| 10 Août 2025      | 19:53 (heure locale)                      | Sındırgı                         | 39.312          | 28.069          | 1                                    | 6.1 Mw        | 2025 Balıkesir earthquake (en) | [ 44 ]  |